# نوبار آلکسانیان
نوبار آلکسانیان (ارمنی: Նուբար Ալեքսանյան; انگلیسی: Nubar Alexanian؛ زادهٔ ۱۹۵۰) عکاس و هنرمند ارمنی‌تبار اهل ایالات متحده آمریکا است. طی ۴۰ سال گذشته او به بیش از ۳۰ کشور سفر کرده‌است و تمرکزش برروی پروژه‌های زندگی شخصی طولانی است و شرایط انسانی را تشریح می‌کند. او چندین آلبوم کتاب از عکس‌هایی شامل سرزمین پرو، موسیقیدانان و مجموعه فیلم‌هایی با عنوان ارول موریس در میان دیگران را منتشر کرده‌است. «آلکسانیان» کمپانی واکر کریک مدیا Walker Creek Media را در سال ۲۰۰۶ ایجاد کرد و فیلم‌های مستند کوتاه را برای سازمان‌های غیرانتفاعی تولید می‌کند.